# NGC 2196
NGC 2196 ist eine Spiralgalaxie mit ausgedehnten Sternentstehungsgebieten vom Hubble-Typ Sa im Sternbild Hase in der Nähe des Himmelsäquators. Sie ist rund 96 Millionen Lichtjahre von der Milchstraße entfernt und hat einen Durchmesser von etwa 85.000 Lichtjahren. 
Das Objekt wurde am 20. November 1784 von dem Astronomen William Herschel mit einem 48-cm-Teleskop entdeckt.